# كلي عليا (مشكين شهر)
كلي عليا هي قرية في مقاطعة مشكين شهر، إيران. عدد سكان هذه القرية هو 603 في سنة 2006.